# Mandestrobin
Mandestrobin ist ein synthetisches Fungizid aus der Substanzklasse der Strobilurine und wird in der Landwirtschaft verwendet. Es wurde 2013 von Sumitomo Chemical auf den Markt gebracht und wird als Racemat [1:1-Gemisch der (R)- und der (S)-Form] vermarktet.

## Darstellung
Mandestrobin kann ausgehend von Dichlormethyl-2-chlormethylbenzol in einer mehrstufigen Reaktion gebildet werden. Der Hersteller Sumitomo gibt zusätzlich andere Synthesewege mit kostengünstigen Ausgangsprodukten wie o-Xylol, Toluol und Phthalid an.

## Eigenschaften und Struktur
Mandestrobin ist ein weißer bis hellgelber Feststoff. Es ist nicht flüchtig und nur schwer wasserlöslich. Es baut sich im Boden mit einer Halbwertszeit von 140 Tagen nur sehr langsam ab. Es ist relativ anfällig für Photolyse bei einer Halbwertszeit von 4,5 Tagen.
Das Molekül besitzt ein Stereozentrum. Es sind folglich zwei verschiedene Isomere möglich. Das Fungizid Mandestrobin wird als Racemat eingesetzt. Die reinen Enantiomere
- (R)-2-Methoxy-N-methyl-2-[α-(2,5-xylyloxy)-o-tolyl]acetamid und

- (S)-2-Methoxy-N-methyl-2-[α-(2,5-xylyloxy)-o-tolyl]acetamid

besitzen praktisch keine Bedeutung.

## Wirkungsweise und Verwendung
Die Wirkungsweise von Mandestrobin ist analog zu anderen Strobilurinen. Es hemmt die Zellatmung in den Mitochondrien, indem es in den Elektronentransport im Cytochrom bc-Komplex stört und dadurch die ATP-Gewinnung unterbindet. Durch diese Wirkungsweise hat Mandestrobin ein breites Wirkspektrum.
Mandestrobin wirkt systemisch und kann im Ackerbau für Getreide und Raps sowie im Obstanbau verwendet werden. Zu den Anwendungsgebieten zählen Weißstängeligkeit und Fruchtfäule.

## Toxikologie
Mandestrobin ist im Tierversuch an Ratten weder oral noch dermal oder inhalativ akut toxisch. Es reizt weder Haut noch Augen und ist nicht hautsensibilisierend. Außerdem konnte kein genotoxisches oder karzinogenes Potential festgestellt werden. Von der Europäischen Behörde für Lebensmittelsicherheit (EFSA) wurde die erlaubte Tagesdosis auf 0,19 mg/kg Körpergewicht festgelegt. Aufgrund des niedrigen toxischen Potentials wurde keine Akute Referenzdosis festgelegt.
Die EFSA stuft das Risiko einer Vergiftung von Vögeln, Wildtieren und Insekten als gering ein. Ein hohes Risiko besteht hingegen für Wasserlebewesen.

## Zulassung
Mandestrobin wurde von der Europäischen Union am 9. Dezember 2015 zugelassen. In Deutschland und Österreich sind Pflanzenschutzmittel mit diesem Wirkstoff erhältlich, wobei die Anwendung nur auf den Rapsanbau zur Bekämpfung der Weißstängeligkeit beschränkt ist. In der Schweiz gibt es keine zugelassenen Präparate.